# St. Francis (Kansas)
St. Francis is een plaats (city) in de Amerikaanse staat Kansas, en valt bestuurlijk gezien onder Cheyenne County.

## Demografie
Bij de volkstelling in 2000 werd het aantal inwoners vastgesteld op 1497.

## Geografie
Volgens het United States Census Bureau beslaat de plaats een oppervlakte van
2,2 km², geheel bestaande uit land.

## Plaatsen in de nabije omgeving
De onderstaande figuur toont nabijgelegen plaatsen in een straal van 48 km rond St. Francis.